# Sesleria argentea
Sesleria argentea är en gräsart som först beskrevs av Gaetano Savi, och fick sitt nu gällande namn av Gaetano Savi. Sesleria argentea ingår i släktet älväxingar, och familjen gräs. Inga underarter finns listade i Catalogue of Life.